# إفير 4-900
إفير4-900 هي مركبة جديدة غير مأهولة غاطسة تحت الماء تم تطويرها وتصنيعها بواسطة ال-3 هاريس اوشين سيرفر.

في سبتمبر 2019 ، تم عرض إفير4-900 في تمرين التكنولوجيا البحرية المتقدمة (انتكس 2019).

وقد أكملت مهمة اختبار الحملة الاستقصائية لمدة 12.5 ساعة و 27.5 ميلًا بحريًا خلال التمرين.

أكملت إفير4-900 مهمة التحمل الطويلة في كاليفورنيا / الولايات المتحدة في مايو 2019 وأجريت مهمة التحمل الطويلة لمدة 14 ساعة عبر مسار عبور يزيد عن 35 ميلا بحريا باستخدام تكوين بطارية هيدريد معدن النيكل القياسية.

جمعت المركبة إفير4-900 غير المأهوله بيانات سونار المسح الجانبي وقياس الأعماق عالية الجودة كجزء من مسح مخصص لأكثر من 10 ميل بحري.

## المهام
يتم استخدام المركبة إفير4-900 الغيرمأهولة الغاطسة تحت الماء في مجموعة من التطبيقات التجارية والدفاعية.

ستفي إفير4-900 بمتطلبات العملاء البحريين بهدف إكمال مهام البعثات الطويلة.

يمكن نشرها بسرعة خلال مختلف المهام غير المأهولة تحت الماء .

إفير4-900 قادره على اكتشاف وتحديد الأهداف في قاع المحيط. كما أنها ستكمل الإجراءات الاستكشافية المضادة للألغام والتخلص من الذخائر غيرالمتفجرة  وعمليات البحث تحت سطح البحر.

## التصميم والمواصفات
يبلغ طول إفير4-900 حوالي 2.5 متر وقادره على الغوص بعمق 300 متر . وتتميز بأنابيب من ألياف الكربون بطول 23 مترًا واتصالات تتبع وأمان متقدمة وقياسات دقيقة وقابلة للتكرار ونظام ملاحة دقيق للغاية.

يمكن نقل إفير4-900 بسهولة حيث يمكن تقسيم المركبة إلى أقسام محمولة يمكن لشخصين حملها وإعادة تجميعها في الوجهة المطلوبة.

يمكن تكوينها للمناولة المباشرة والشحن والنقل على متن طائرة ركاب.

يمكن تشغيل المركبة إفير4-900 غير المأهوله الغاطسة تحت الماء من السطح باستخدام ذراع تحكم قوي للتحكم عن بُعد مقاوم للماء والذي يمكن أن يعمل ضمن نطاق 300 متر.

سيتم استخدام وحدة تحكم المشغل جيتاك لتخطيط المهمة والتشغيل وعرض البيانات. ويشمل أيضًا برنامج تخطيط مهمة نواقل الخريطة وراديو سطح نواقل الخريطة
ستوفر المنصة غير المأهولة خيارات للحمولات المخصصة بناءً على متطلبات العملاء.

الجزء الخارجي من المركبة مصنوع من مادة التيتانيوم وألياف الكربون لضمان المتانة في البيئات البحرية وستحتوي على حمولات رطبة قابلة للتوصيل ومعرفة من قبل المستخدم وقابلة للتبديل. يحتوي صندوق السطح العلوي على مودم سمعي بنتوس لدعم الاتصالات تحت سطح الأرض.

تم دمج إفير4-900 مع نظام سونار يوساس وهو عبارة عن سونار ذو تداخل منخفض سواب (الحجم والوزن والقوة).

يسمح النظام بشكل أساسي بزيادة التغطية والقيام برحلات أطول لمهام المركبات الغيرمأهولة الغاطسة تحت الماء.

تتميز المركبة إفير4-900 غير المأهولة تحت الماء بمستشعرات عمق عالية الدقة لتوفير بيانات دقيقة. يتم تثبيته أيضًا بمستشعر اس في بي الذي يقيس سرعة الصوت.

تتوفر إفير4-900 أيضًا ببطارية ليثيوم أيون توفر قدرة تحمل تصل إلى 40 ساعة. سيسمح التحمل الموسع لـإفير4-900 بدعم المهام مثل الإجراءات المضادة للألغام والحرب المضادة للغواصات والمسح الموسع وكذلك المخابرات والمراقبة والاستطلاع.

توفر إفير4-900 نطاقًا يزيد عن 40 ميلا بحريا مع بطارية هيدريد معدن النيكل القياسية و 80 ميلا بحريا عند تثبيتها ببطارية ليثيوم أيون.

يمكّن نظام الدفع للمركبة الإبحار تحت الماء بسرعة 3 عقده.

تم اختيار نورثروب غرومان لدمج أنظمة السونار الخاصة بها في إفير4-900 في فبراير 2020.
وسيتم تركيب أنظمة السونار في منشأة ال-3 هاريس ريفر فول وسيتم اختبارها في سان دييغو من قبل البحرية الأمريكية.

اختارت البحرية الأمريكية ووحدة الابتكار الدفاعي دي آي يو شركة ال-3 هاريس لتسليم إفير4-900 إلى البحرية الامريكيه في يناير 2019.